# クリストフ・フリードリッヒ・ブルームハルト
クリストフ・フリードリッヒ・ブルームハルト（Christoph Friedrich Blumhardt、 1842年6月1日 - 1919年8月2日）はヴュルテンベルクの福音主義神学者、ルター派教会牧師、賛美歌作家であり、後にSPD（ドイツ社会民主党）の州議会議員でもあった。
彼はスイスとドイツにおける宗教社会運動の創始者とみなされている。

## 生涯
カルフ近郊のメットリンゲンで生まれ、ゲッピンゲン近郊のイェーベンハウゼンで死去。彼の父、ヨーハン・クリストフ・ブルームハルトも同じく牧師であり、日々の生活において聖霊の力を頼りにする、力強い敬虔主義の代表者であった。彼は、不治の病と見なされていた女性を奇跡的に癒したことで全国的に知られるようになった。1852 年に彼はバート・ボルのクアハウスを買収。彼とその後、息子はその地の墓地に埋葬されている。
バート・ボル
クリストフ・ブルームハルトは、テュービンゲン大学福音主義神学部で福音主義神学を学び、その後、1869 年に牧師補、父親の助手兼秘書としてバート・ボルに着任。在学中の1862 年にノルマニア・テュービンゲン協会の会員となった。1870年に彼は、農家の娘エミリエ・ブロイニンガーと結婚。父の死後、1880年にバート・ボルの運営を引き継ぐ。牧会者、強い言葉の力を持つ、悔い改めに導く説教者として、その故郷をはるかに越えて名声を獲得。1892年に彼を訪ね、一時期滞在したのが、若きヘルマン・ヘッセであり、マウルブロンの福音主義神学校から逃れ、その両親の願いによってバート・ボルに宿泊している。1896 年 10 月にはじめて、ブルームハルトはある種の「リバイバル」を体験し、世界に対する神の無限の愛のメッセージを告げなければならないと確信した。1896年のクリスマスの説教で彼は次のように語っている。

社会主義への転向
この衝動により、子ブルームハルトは、労働者たちの差し迫った日常の問題と「社会的問題」にますます強い関心を抱くようになる。1899 年、ゲッピンゲンにおける労働者集会で、彼はイエスの弟子として「社会主義」に属することを公言。一新聞による、彼はSPDに入党したとの誤報の後、彼は教会周辺の中で激しい攻撃を受ける。その結果、彼は実際にSPDに入党、教会当局からの圧力を受けて牧師職を辞す。1900 年 12 月にゲッピンゲン選挙区のヴュルテンベルク州議会議員に選出され、6 年間働く。

この転向によりブルームハルトは、それまでの多くの友人と、悔い改めの説教者としての働きの場を失った。それにもかかわらず、彼は政治活動に加えて、バート・ボルの集会所の来客のための説教者および牧師であり続けた。健康が損なわれるも彼は、 1905 年と 1910 年にエジプトに、 1906 年にはパレスチナに旅行。1907年、彼に「神から遣わされた」人生の伴侶アンナ・フォン・シュプレヴィッツ（エリーザベト・シェーンフート、エミリエ・ブルームハルトの曾孫）とともにイェーベンハウゼンのヴィーゼネックに移り、牧会者の務めは限られたものであったが、時事問題にはさらに積極的に関心を持ち続けた。第一次世界大戦の勃発に関して、次のような声明を発している。

このような終末論的希望を、ブルームハルトはその死に至るまで確信し続けた。1917 年 10 月に彼は脳卒中を発したが、イエスの教会と世界の救いのために祈り続けた。

死後
1920 年、クリストフ・ブルームハルトの相続人は、バート・ボルのクアハウスを、教会施設とともにヘルンフート兄弟団に寄贈した。

## 評価
ブルームハルトの急進的な神の国待望――「将来、まもなく」――そして、社会主義に対する決断は、当時の市民と教会の中では拒絶された。しかし、1918 年以降の公の神学論争を形作った神学者たちに影響を与えたのは、まさにこの戦前の部外者だったのである。何よりもまずカール・バルトだけでなく、ヘルマン・クッター、レオンハルト・ラガーツ、エードゥアルト・トゥルンアイゼンも同様であった。
今日、ドイツ福音主義教会EKDは、8月2日を、ブルームハルトの福音主義教会人名カレンダー上の記念日として記憶している。プフォルツハイムなどのさまざまな通りの名前（たとえば Blumhardtstraße, 75179 Pforzheim）やシュテルネンフェルスの教会共同体センター（Christoph-Blumhardt Gemeindehaus Sternenfels 75447 Maulbronner Straße 9）などの施設が、クリストフ・ブルームハルト、あるいはブルームハルト父子にちなんで命名されている。

## 著作
- 『ゆうべの祈り』加藤常昭訳、日本基督教団出版局 1977年-1978年
- 『ゆうべの祈り 改訂版』加藤常昭訳、日本基督教団出版局 2010年